# João Cavaleiro Ferreira
João Cavaleiro Ferreira (m. Lisboa, 11 de Fevereiro de 2025) foi um advogado e empresário português, que teve um papel destacado na área do turismo, na região do Alentejo.

## Biografia
Nasceu em Vendas Novas. Frequentou a Faculdade de Direito de Lisboa, onde concluiu uma pós-graduação em Direito do Turismo, e a Escola de Hotelaria e Turismo de Portalegre, onde fez uma pós-graduação em Direcção Hoteleira. Também tirou um mestrado em Ciências Gastronómicas, no âmbito de um programa de colaboração entre o Instituto Superior de Agronomia e a Faculdade de Ciências e Tecnologia da Universidade Nova.
Exerceu como advogado. Foi empresário na área do turismo em Borba, onde residia, tendo sido responsável pelo desenvolvimento de uma unidade hoteleira, a Casa do Terreiro do Poço, instalada num edifício classificado como Monumento de Interesse Público. Esta unidade turística foi considerada como determinante para a afirmação da indústria do turismo na área de Borba.
Teve um papel destacado no turismo na região do Alentejo, tendo sido presidente da delegação do Alentejo da Associação da Hotelaria, Restauração e Similares de Portugal e da mesa da assembleia geral da Associação Portuguesa de Enoturismo, membro da Comissão Executiva da Entidade Regional de Turismo do Alentejo e Ribatejo durante cerca de dez anos, e esteve integrado na Agência Regional de Promoção Turística do Alentejo e na Associação das Heranças da região. Também esteve muito ligado à Confraria Gastronómica, e exerceu como representante da Confederação do Turismo Português no Instituto do Emprego e Formação Profissional, na Região Hidrográfica do Alentejo e na Comissão de Coordenação e Desenvolvimento Regional do Alentejo.
Faleceu em 11 de Fevereiro de 2025, aos 73 anos de idade, no Hospital de São José, em Lisboa, onde estava internado há alguns dias. Na sequência do seu falecimento, a Associação Portuguesa de Enoturismo emitiu uma nota de pesar onde o classificou como «um grande profissional, [...] sempre focado em encontrar soluções e a lutar para que a APENO fosse uma associação forte e visível - com a sua perspicácia, conselhos, incansável capacidade de trabalhar e um sentido de humor adorável que sempre o caracterizou». O presidente da Entidade Regional de Turismo do Alentejo, José Santos, também realçou a sua importância para o turismo alentejano: «é difícil encontrar uma pessoa tão abrangente no espectro do associativismo e do meio empresarial no turismo do Alentejo».